# Ribera (Italia)
Ribera es un pueblo de la Región Siciliana, situado en la provincia de Agrigento.

## Geografía
Situado en una llanura a 230 m s. n. m., Ribera se encuentra en el recorrido de la S.S. 115(Strada stadale: carretera stradal 115), también llamada "Sud-Occidentale Sicula", que va desde Trapani hasta Siracusa. Ribera está posicionada entre dos ríos ; el Verdura y el Magazzolo, a 46 km de Agrigento, a 20 km de Sciacca y a 130 km de Palermo. Cerca de 3 km en el sudoeste de Ribera, encima de una colina donde es posible observar el mar, los lujosos jardines de la "Valle de Verdura" y el panorama del pueblo, se encuentra abandonado, pero todavía imponente, el Castillo de Poggiodiana, con su gran torre merlada que, en su estema oficial, representa el pueblo.

## Historia
Desde la época medieval, numerosos eran los habitantes de la cercana ciudad de Caltabellotta, trabajadores de los campos, que, en andando a pie, con carritos y mulos, bajaban a trabajar más allá del río Sosio - Verdura.
La frescura y la pureza de sus aguas, había hecho de estas tierras una de las más fecundas y productivas de toda Sicilia. 
Se producía arroz, algodón, trigo y agrumes, olivas y números variedades de uvas en cada diferente temporada.
Estos productos hicieron que en Ribera (antiguamente llamado "Allava")la agricultura se volviese la principal fuente de ganancias económicas.
Las orígenes de Ribera, según recientes estudios realizados por el histórico local Raimondo Lentini, nacen cerca 1635, cuando algunos habitantes de Caltabellotta, cansados de las enormes fatigas, decidieron construir sus propias casas en Ribera, eligiendo la llanura de San Nicola, hoy en día el barrio de Sant'Antonino.
Una moderna ciudad, concebida con criterios urbanísticos de vanguardia por aquellos tiempos, ha empezado a coger forma, por el deseo supremo del Príncipe de Paternò Don Luigi Moncada, patrón y señor de inmensos feudos. En pocos años el nuevo pueblo se ha grandemente ampliado, hasta construir un gran conjunto de casas. A este conjunto se le dio el nombre de Ribera, quizás como homenaje a la bellísima mujer del príncipe, Maria Afan de Ribera, hija del duque de Alcalá'.
Con el pasar del tiempo, las casas aumentaban como los habitantes y por eso empezaban a surgir las primeras iglesias. Una de las cueles fue dedicada a San Nicola de Bari, que en seguida será elegido como Santo Patrón de Ribera.
Muy temprano, el clima, la posición geográfica y la grande genialidad de sus agricultores han contribuido a crear un territorio de 12.000 ha que hoy está considerado una hoya de la Sicilia.
Así se han construido importantes lugares turísticos que pertenecen al Ayuntamiento de Ribera, como Seccagrande y Borgo Bonsignore.

## Evolución demográfica
| Gráfica de evolución demográfica de Ribera entre 1861 y 2001 |
|                                                              |
| Fuente ISTAT - elaboración gráfica de Wikipedia              |

## Gallery

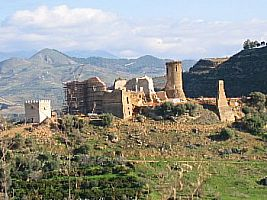
Castello di Poggiodiana.
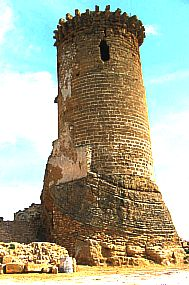
Castello di Poggiodiana.
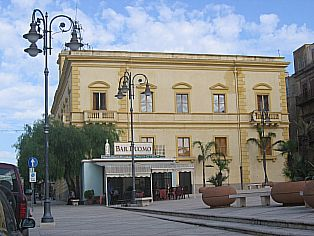
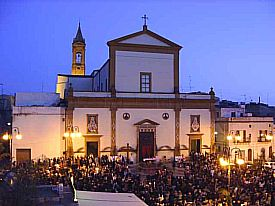
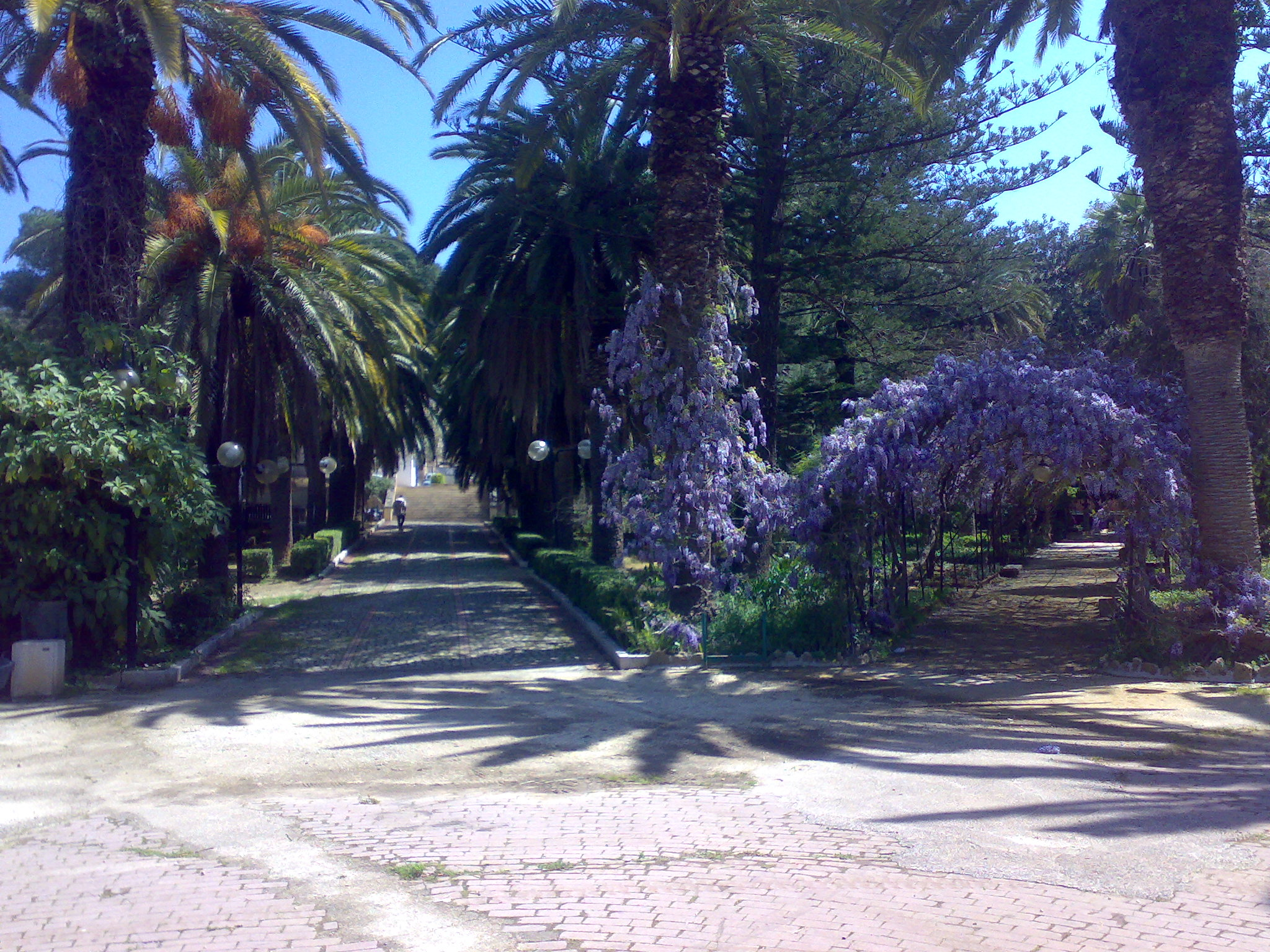
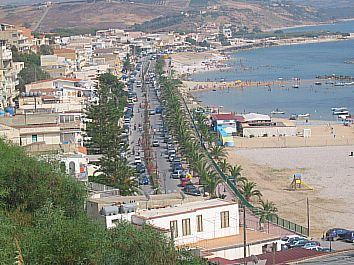
Seccagrande.
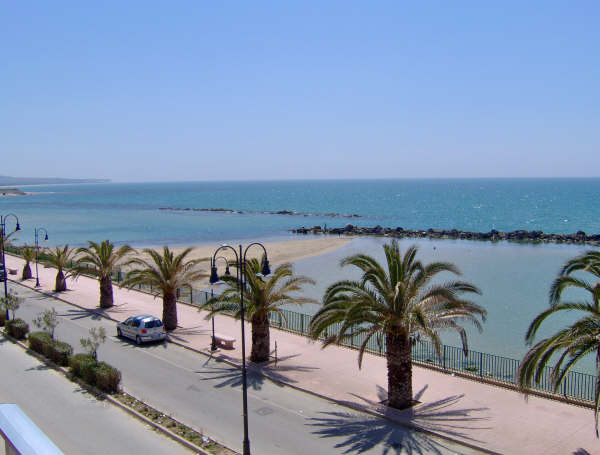
Seccagrande.
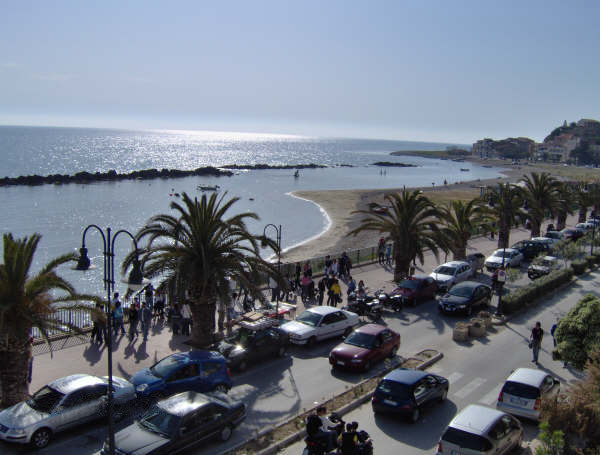
Seccagrande.
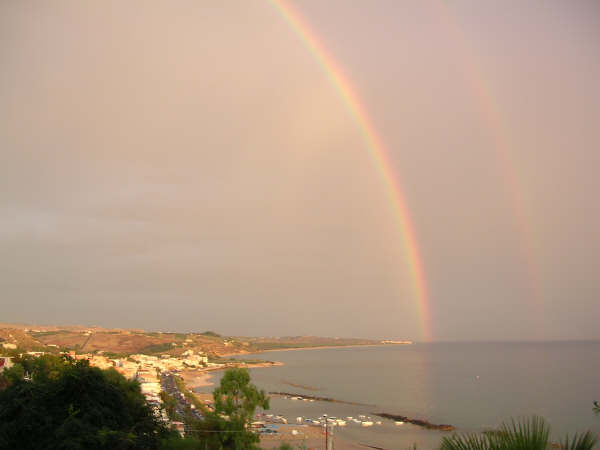
Seccagrande.
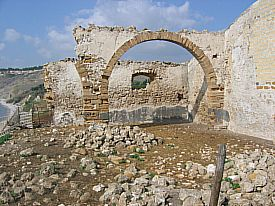
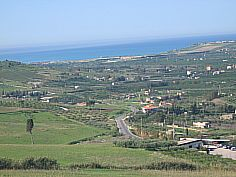
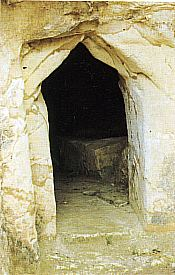
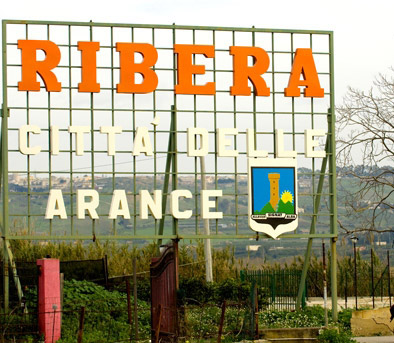
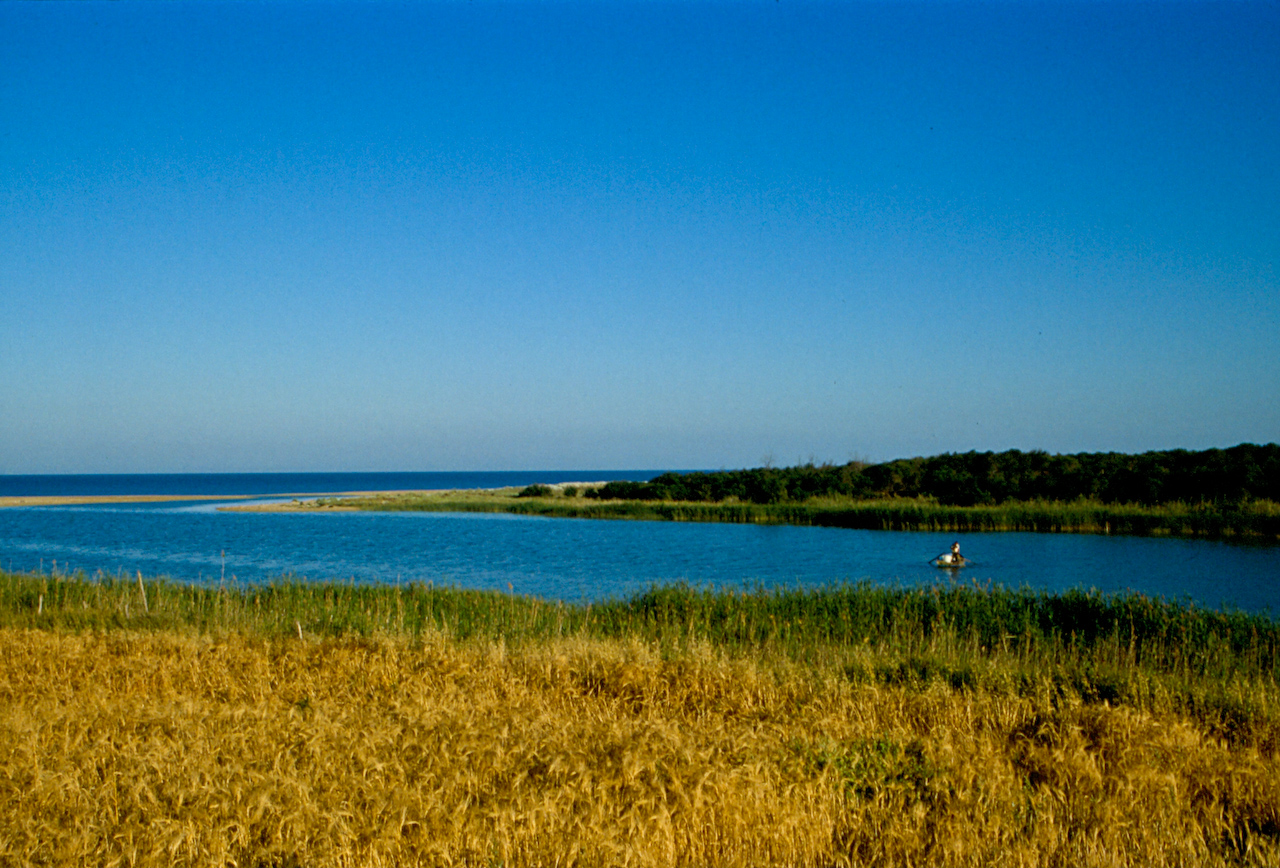
Riserva naturale orientata Foce del fiume Platani

- Datos: Q432527
- Multimedia: Ribera (Italy) / Q432527

1. ↑  Worldpostalcodes.org, código postal n.º 92016.
2. ↑  «Codici Catastali». Comuni-italiani.it (en italiano). Consultado el 29 de abril de 2017.